# 서포항 나들목
서포항 나들목(W.Pohang IC)은 경상북도 포항시 북구 기계면 내단리와 화대리, 그리고 현내리에 걸쳐 설치된 새만금포항고속도로의 24번 교차로이다. 국도 제31호선을 통해 포항시 북구 기계면, 경주시 강동면으로 진출할 수 있다.

## 연혁
- 2001년 9월 25일 : 나들목 신설을 위해 포항시 도시계획시설 교통광장에 기계면 화대리 일원을 '기계 → 포항간 IC'로 고시[1]
- 2004년 12월 7일 : 익산포항고속도로 도동 ~ 포항 구간 개통과 함께 영업 개시[2]
- 2016년 2월 15일 : 2019년 12월 31일까지 나들목 국도 접속부 입체화 공사를 위해 포항시 도시계획시설 교통광장 면적 변경[3]

## 구조물 정보
- 위치: 경상북도 포항시 북구 기계면 내단리, 화대리, 현내리
- 영업소: 경상북도 포항시 북구 기계면 대구포항고속도로 60

## 접속하는 도로
- 국도 제31호선 (새마을로)

## 교통량 정보
| 요금소          | 통행량 (대/일) | 통행량 (대/일) | 통행량 (대/일) | 통행량 (대/일) | 통행량 (대/일) | 통행량 (대/일) | 통행량 (대/일) | 통행량 (대/일) | 통행량 (대/일) | 통행량 (대/일) | 각주  |
| 요금소          | 2004년         | 2005년         | 2006년         | 2007년         | 2008년         | 2009년         | 2010년         | 2011년         | 2012년         | 2013년         | 각주  |
| --------------- | -------------- | -------------- | -------------- | -------------- | -------------- | -------------- | -------------- | -------------- | -------------- | -------------- | ----- |
| 서포항 (폐쇄식) | 2,069          | 1,411          | 1,255          | 1,229          | 1,245          | 1,384          | 1,713          | 1,759          | 1,841          | 1,993          | [ 4 ] |
| 요금소          | 2014년         | 2015년         | 2016년         | 2017년         | 2018년         | 2019년         |                |                |                |                | [ 4 ] |
| 서포항 (폐쇄식) | 2,062          | 2,211          | 2,429          | 2,490          | 2,345          | 2,014          |                |                |                |                | [ 4 ] |